# Gynaikeia
Gynaikeia (altgriechisch Γυναικεία Gynaikeía, deutsch ‚die Frauen betreffend‘) ist die griechische Entsprechung der Bona Dea aus der römischen Mythologie.
Weiteres ist über diese Gottheit nicht bekannt, da ihre Riten geheim waren und ihre Verehrung auf die Gynaikonitis beschränkt, ihr Name durfte außerhalb nicht ausgesprochen werden und kein Mann durfte sie sehen.